# Atopsyche minimajada
Atopsyche minimajada là một loài Trichoptera trong họ Hydrobiosidae. Chúng phân bố ở vùng Tân nhiệt đới.